# Новомарьевский сельский совет (Солонянский район)
Новомарьевский сельский совет (укр. Новомар'ївська сільська рада) — входит в состав
Солонянского района
Днепропетровской области
Украины.
Административный центр сельского совета находится в 
с. Новомарьевка.

## Населённые пункты совета
- с. Новомарьевка
- пос. Незабудино
- с. Томаковка
- с. Черниговка

## Ликвидированные населённые пункты совета
- с. Пивденное